# Танагра Ветмора
Танагра Ветмора (лат. Wetmorethraupis sterrhopteron) — вид птиц из семейства танагровых. Входит в монотипический род Wetmorethraupis и является близким родственникам представителям другого рода танагровых, Bangsia. Назван в честь американского орнитолога Александра Ветмора.

## Распространение
Встречаются только в отдельных местах в лесной местности на границе Перу и Эквадора.

## Биология
Образ жизни почти не изучен. Кормятся в парах или группами по пять птиц, иногда присоединяясь к группам пернатых других видов. Питаются фруктами и насекомыми.
МСОП присвоил виду охранный статус VU.